# Вайнленд (Міннесота)
Вайнленд (англ. Vineland) — переписна місцевість (CDP) в США, в окрузі Мілль-Лак штату Міннесота. Населення — 869 осіб (2020).

## Географія
Вайнленд розташований за координатами 46°10′32″ пн. ш. 93°47′16″ зх. д. / 46.17556° пн. ш. 93.78778° зх. д. (46.175667, -93.787758).  За даними Бюро перепису населення США в 2010 році переписна місцевість мала площу 25,57 км², з яких 24,15 км² — суходіл та 1,42 км² — водойми.

## Демографія
Згідно з переписом 2010 року, у переписній місцевості мешкала 1001 особа в 300 домогосподарствах у складі 220 родин. Густота населення становила 39 осіб/км².  Було 369 помешкань (14/км²).
Расовий склад населення:
| - 86,0 % — корінних американців - 9,9 % — білих - 0,6 % — чорних або афроамериканців |

До двох чи більше рас належало 3,4 %. Частка іспаномовних становила 1,8 % від усіх жителів.
За віковим діапазоном населення розподілялося таким чином: 35,8 % — особи молодші 18 років, 56,5 % — особи у віці 18—64 років, 7,7 % — особи у віці 65 років та старші. Медіана віку мешканця становила 27,3 року. На 100 осіб жіночої статі у переписній місцевості припадало 92,9 чоловіків;  на 100 жінок у віці від 18 років та старших — 90,8 чоловіків також старших 18 років.
Середній дохід на одне домашнє господарство  становив 43 811 долар США (медіана — 36 500), а середній дохід на одну сім'ю — 46 975 доларів (медіана — 40 556). Медіана доходів становила 37 500 доларів для чоловіків та 35 156 доларів для жінок. За межею бідності перебувало 31,5 % осіб, у тому числі 36,6 % дітей у віці до 18 років та 10,8 % осіб у віці 65 років та старших.
Цивільне працевлаштоване населення становило 254 особи. Основні галузі зайнятості: освіта, охорона здоров'я та соціальна допомога — 30,7 %, публічна адміністрація — 25,6 %, мистецтво, розваги та відпочинок — 15,4 %, роздрібна торгівля — 5,5 %.